# سلیم کرانه‌ای
سلیم کرانه‌ای (نام علمی: Tinornis novaeseelandiae)، همچنین به عنوان سلیم ساحلی یا به زبان مائوری tuturuatu شناخته می‌شود، یک سلیم کوچک بومی نیوزلند است. زمانی در سراسر سواحل نیوزیلند یافت می‌شد ولی اکنون به چند جزیره فراکرانه‌ای محدود شده‌است. این یکی از کمیاب‌ترین پرندگان ساحلی جهان است که جمعیت آن تنها تقریباً ۲۰۰ فرد است.

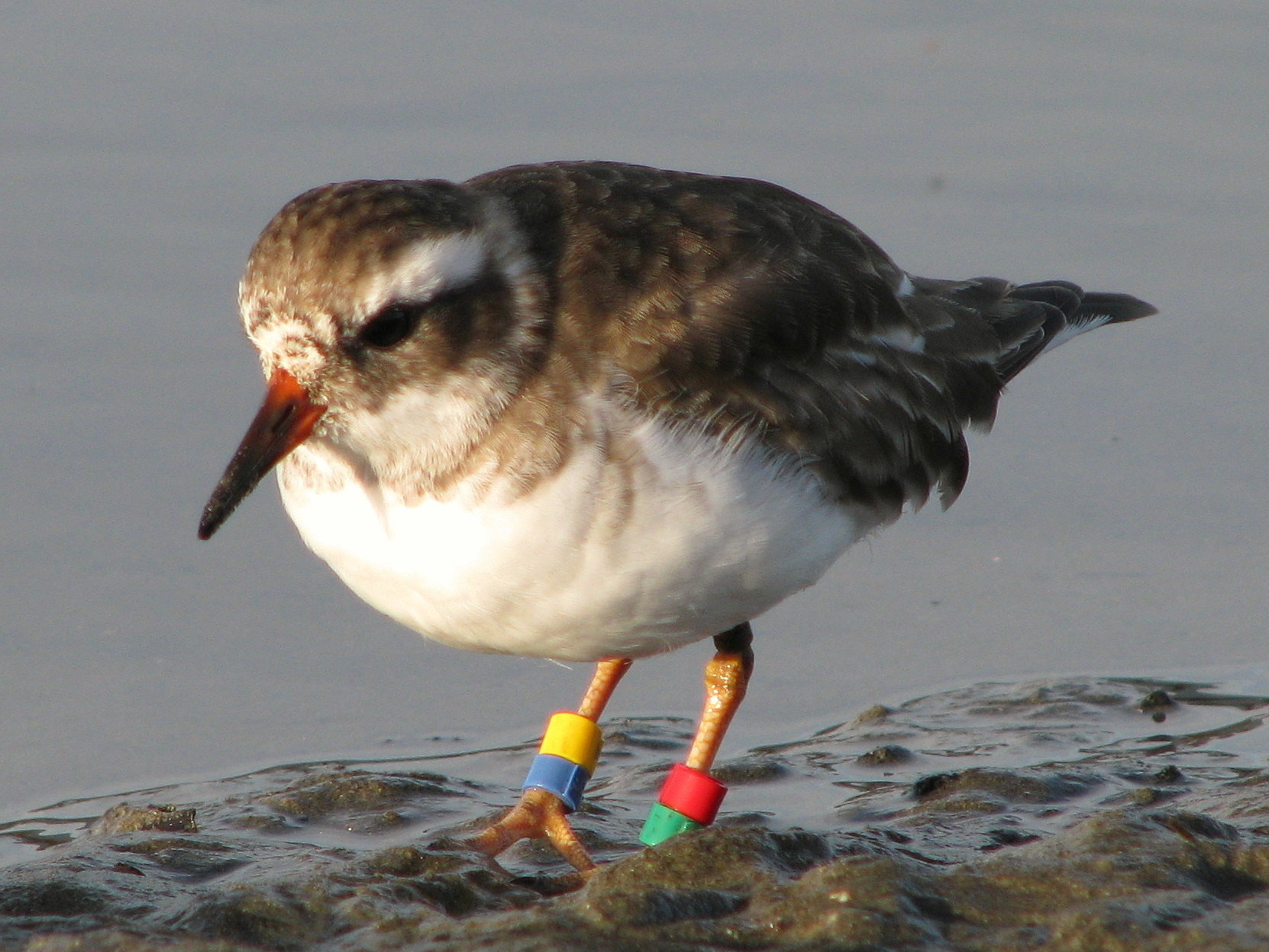
سلیم کرانه‌ای نوجوان